# Velika, Plav
Za članak o naselju u Slavoniji, pogledajte članak Velika.
Velika este un sat din comuna Plav, Muntenegru. Conform datelor de la recensământul din 2003, localitatea are 417 locuitori (la recensământul din 1991 erau 505 locuitori).

## Geografija
Selo Velika (Opština Plav) je planinsko naselje koje se nalazi na krajnjem severoistoku Crne Gore. Raštrkano je po padinama okolnih brda i planina i uskoj dolini Veličke rijeke, a prostire se na površini od 5.027 ha i nadmorskoj visini između 900 i 1700 metara. Osim uske doline Veličke reke, gde je zemljište plodnije i pogodnije za zemljoradnju, ostali deo naselja uglavnom čine šumsko-pašnjačka zemljišta. Od okolnih planina posebno je značajna planina Čakor, na staroslovenskom jeziku surova planina, čija je prošlost sudbinski vezana sa Velikom.

## Demografie
În satul Velika locuiesc 304 persoane adulte, iar vârsta medie a populației este de 39,7 de ani (38,1 la bărbați și 41,1 la femei). În localitate sunt 127 de gospodării, iar numărul mediu de membri în gospodărie este de 3,28.
Această localitate este populată majoritar de sârbi (conform recensământului din 2003).
|  |

| Demografie | Demografie | Demografie |
| An         | Locuitori  | Locuitori  |
| ---------- | ---------- | ---------- |
|            |            |            |
|            |            |            |
|            |            |            |
|            |            |            |
| 1948       | 1352       |            |
| 1953       | 1368       |            |
| 1961       | 1249       |            |
| 1971       | 1059       |            |
| 1981       | 717        |            |
| 1991       | 505        | 504        |
| 2003       | 417        | 417        |

| \| Componența etnică conform recensământului din 2003[2] \| Componența etnică conform recensământului din 2003[2] \| Componența etnică conform recensământului din 2003[2] \| Componența etnică conform recensământului din 2003[2] \| Componența etnică conform recensământului din 2003[2] \| \| ----------------------------------------------------- \| ----------------------------------------------------- \| ----------------------------------------------------- \| ----------------------------------------------------- \| ----------------------------------------------------- \| \| \| \| \| \| \| \| Sârbi \| Sârbi \| \| 312 \| 74,82% \| \| Muntenegreni \| Muntenegreni \| \| 103 \| 24,7% \| \| necunoscută \| necunoscută \| \| 0 \| 0% \| |              |  |     |        |
| Componența etnică conform recensământului din 2003 |              |  |     |        |
| |              |  |     |        |
| Sârbi | Sârbi        |  | 312 | 74,82% |
| Muntenegreni | Muntenegreni |  | 103 | 24,7%  |
| necunoscută | necunoscută  |  | 0   | 0%     |